# خیابان کارگر (تهران)

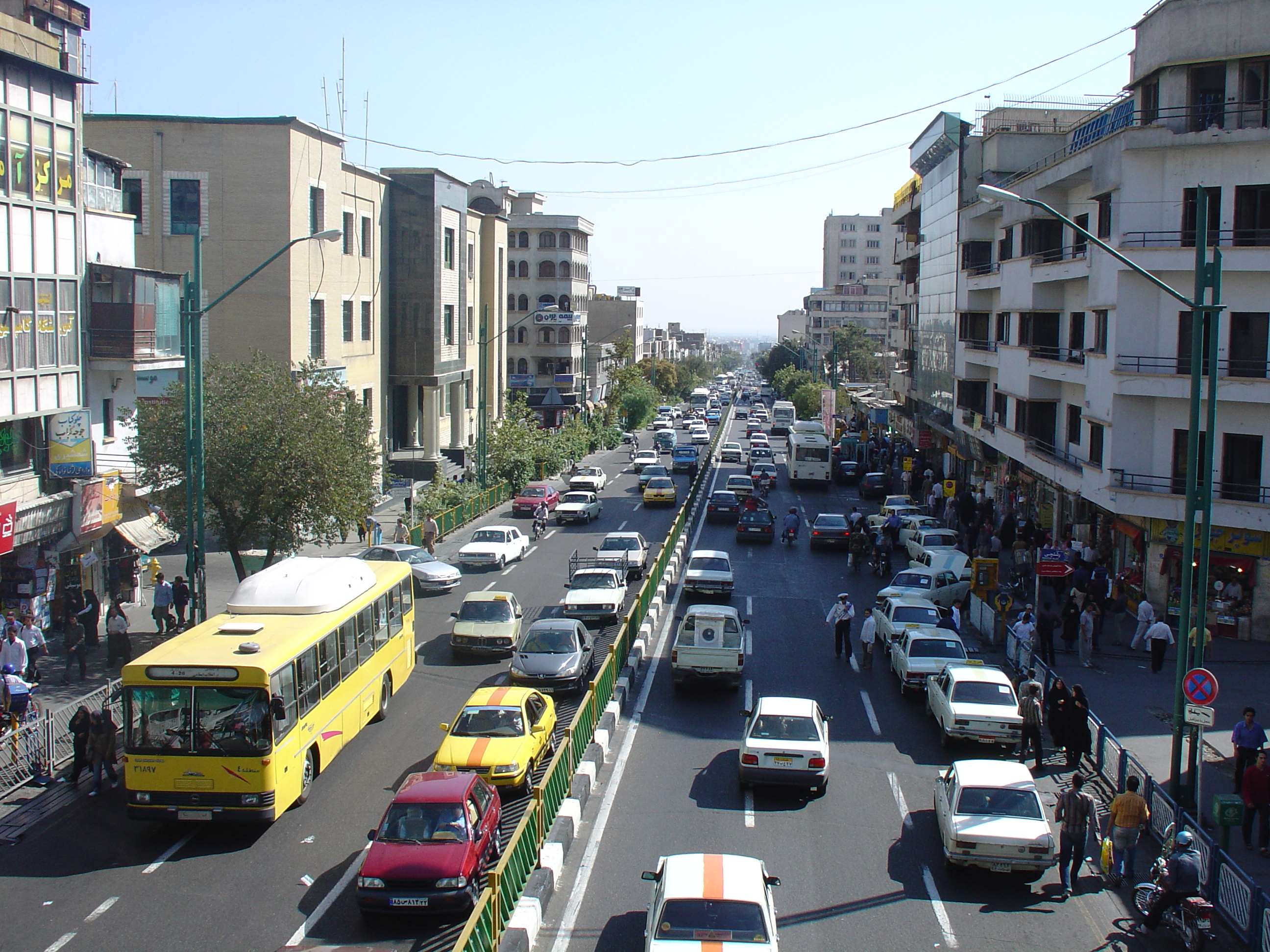
نمایی از خیابان کارگر از میدان انقلاب رو به جنوب

خیابان کارگر (خیابان امیرآباد) یکی از خیابان‌های مرکزی شهر تهران است. این خیابان جهتی شمالی - جنوبی دارد و از شمال به بزرگراه حکیم و از جنوب به میدان راه‌آهن منتهی می‌شود. خیابان کارگر با خیابان‌های شرقی - غربی مهمی چون بزرگراه آل‌احمد، خیابان فاطمی، بلوار کشاورز، خیابان انقلاب، خیابان جمهوری، خیابان امام‌خمینی و خیابان مولوی تقاطع دارد. در مسیر خیابان کارگر میدان‌ها مهمی چون میدان انقلاب، میدان پاستور، میدان حر، میدان رازی و میدان راه‌آهن قرار دارند.

## تقسیم‌بندی و نام‌گذاری
به بخشی از خیابان کارگر از میدان انقلاب تا بزرگراه حکیم، کارگر شمالی یا خیابان امیرآباد (نام پیشین) گفته می‌شود. همچنین درگذشته از محدوده بزرگراه آل‌احمد تا انتهای شمالی خیابان را امیرآباد شمالی و از بزرگراه آل‌احمد تا میدان انقلاب را امیرآباد جنوبی می‌نامیدند. خیابان امیرآباد در محله امیرآباد واقع است. به بخش دیگر خیابان کارگر از میدان انقلاب تا میدان راه‌آهن، کارگر جنوبی گفته می‌شود که پیش از انقلاب خیابان سی متری  نامیده می‌شد.

## دسترسی
خیابان کارگر شمالی از طریق ایستگاه های مترو میدان انقلاب اسلامی، ایستگاه مترو میدان ولیعصر و ایستگاه متروی کارگر و خیابان کارگر جنوبی از طریق ایستگاه های میدان انقلاب اسلامی (در انتهای خیابان)، ایستگاه مترو میدان حر، ایستگاه مترو دانشگاه امام علی، ایستگاه مترو مهدیه (تقاطع ولیعصر و مولوی) و ایستگاه مترو میدان راه آهن در ابتدای خیابان قابل دسترسی است.